# Кајл Кјурик
Кајл Кјурик (енгл. Kyle Matthew Kuric; Евансвил, Индијана, 25. август 1989) америчко-словачки је кошаркаш. Игра на позицијама бека и крила, а тренутно наступа за Барселону.

## Успеси

### Клупски
- Гран Канарија:
  - Суперкуп Шпаније (1): 2016.
- Барселона:
  - Првенство Шпаније (2): 2020/21, 2022/23.
  - Куп Шпаније (3): 2019, 2021, 2022.
- Зенит Санкт Петербург:
  - Суперкуп ВТБ лиге (1): 2023.

### Појединачни
- Идеални тим Еврокупа — друга постава (3): 2014/15, 2016/17, 2017/18.
- Најкориснији играч Суперкупа Шпаније (1): 2016.
- Најкориснији играч Суперкупа ВТБ лиге (1): 2023.